# Al-Fatihah (Album)
Al-Fatihah ist ein Jazzalbum des Black Unity Trio um Abdul Wadud. Die am 24. Dezember 1968 Agency Recording Studio, Cleveland, Ohio, entstandenen Aufnahmen erschienen im Mai 1969 auf Salaam Records. Das Album erschien in einer Auflage von 500 Exemplaren und wurde 2020 von Gotta Groove Records auf Vinyl in einer limitierten Auflage von 2.000 nummerierten Exemplaren neu aufgelegt.

## Hintergrund
Die Gruppe entstand in Oberlin, Ohio, als Black Unity Quartet und wurde schließlich zum Trio aus Abdul Wadud, Yusuf Mumin und Hasan Al Hut. Sie nahm Al Fatihah am 24. Dezember 1968 im Agency Recording Studio (im oberen Stockwerk des Gebäudes, in dem sich das legendäre Agora Theater in Cleveland befindet, in der East 24th Street in der Nähe des Campus der Cleveland State University). Im Keller von Clevelands Cosmic Music probten Schlagzeuger Hasan Shahid (alias Hasan Al Hut, eigentlich Amos Franklin Gordon Jr.), Altsaxophonist Yusuf Mumin (eigentlich Joe Phillips) und Cellist Abdul Wadud sechs Monate lang vier Stunden am Tag, um eine musikalische Antwort auf die 1968 stattfindenden Proteste um sie herum zu finden. Das Black Unity Trio trat vom Frühjahr 1968 bis Anfang 1970 gemeinsam auf und schuf Musik, die im Einklang mit den damaligen antirassistischen Demonstrationen [wie die Unruhen im Vorort Glenville im Juli 1968], Aufrufen zur Einheit der Afroamerikaner, Studentenaufständen und Antikriegsprotesten auf der ganzen Welt stand, notierte Matthew Rivera. Das Album Al-Fatihah des Black Unity Trios, benannt nach der ersten Sure des Korans (Al-Fātiha), wurde ursprünglich 1969 auf einem unabhängigen Label in einer Auflage von 500 Exemplaren veröffentlicht, galt lange Zeit als vergriffen und wurde von Gotta Groove Records remastert und neu aufgelegt.
Während Wadud seine Karriere in den nächsten Jahrzehnten als Musiker in der Band von Julius Hemphill, dann im Umfeld der Chicagoer Musiker-Kooperative Association for the Advancement of Creative Musicians fortsetzte, nahm Yusuf Mumin zuvor 1968 auch als Joe Phillips mit einem Freund und Mitmusiker von Albert Ayler, dem Trompeter Norman Howard, zwei Alben auf (Signals, Burn Baby Burn), schließlich legte er Mitte der 1980er-Jahre ein eigenes Album vor, Sketches of the Invisible: A Tribute to Albert Ayler.

## Titelliste
- Black Unity Trio: Al-Fatihah (Gotta Groove Records GGR 2020-2, Salaam Records 777-A)[4]

1. Birth, Life, and Death 10:21
2. In Light of Blackness 9:44
3. Opening Prayer 1:17
4. John’s Vision 9:13
5. Al-Nisa 04:39
6. Final Expression 2:57

## Rezeption

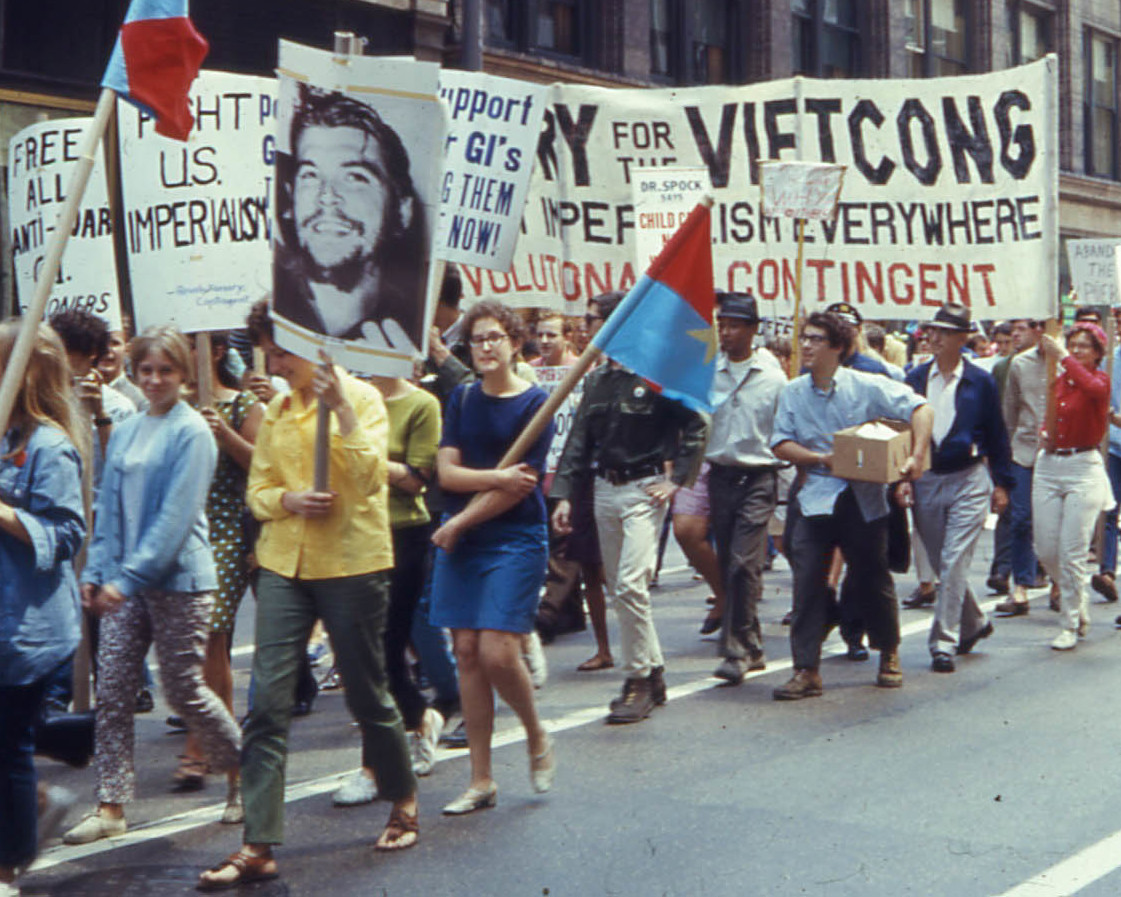
Antikriegsdemonstration im August 1968, als in Chicago die Ausrichtung des Parteitags der Demokraten vorbereitet wurde

Wenn auch stilistisch unauffällig, sei dieser überaus hörbare Mitschnitt, der Melodik und Kontrolle mit freiem Ausdruck verbinde, ein faszinierendes historisches Dokument, schrieb Marian Jago im Jazz Journal.
Das seltene und explosive Free-Jazz-Album Al-Fatihah des Black Unity Trio, das zum ersten Mal nach fünfzig Jahren wiederveröffentlicht wurde, schwinge immer noch mit den Klängen der Solidarität inmitten einer Szene intensiver politischer Kämpfe mit, meinte Matthew Rivera im Bomb Magazine. Das Trio existierte in der Zeit zwischen dem Tod von John Coltrane im Jahr 1967 und dem Tod von Albert Ayler im Jahr 1970. An diesen politischen und musikalischen Wendepunkten würde ihr Sound und Ethos eine Generation von Künstlern beeinflussen, die glaubten, dass die Schaffung „freier“ Musik grundsätzlich jeder Idee einer Musik-„Industrie“ widersprach. Das Black Unity Trio habe mit seinem selbst produzierten Album Al-Fatihah ein „Werk voller ohrenbetäubender Transzendenz und radikaler Resonanz“ geschaffen.
Wie experimentierfreudige Jazzpioniere von Frank Trumbauer über Jimmy Blanton und Elvin Jones bis hin zu Rahsaan Roland Kirk habe das Black Unity Trio Möglichkeiten erkundet, die traditionellen Rollen ihrer Instrumente zu überwinden, schrieb Matthew Rivera weiter. Mumin tausche manchmal sein Saxophon gegen den Bass und klinge wie eine Vielzahl von Musikern, und Waduds Cello und Bass würden eine gleichzeitig dröhnende, perkussive und lyrische Form annehmen. So wie Coltranes Einfluss in Bewegungen wie „Kreative improvisierte Musik“ gipfelte, die über den Jazz hinausreichte, ergriff Al-Fatihah nicht nur neue Wege, Musik zu machen, sondern auch neue Wege, die befreienden Klänge seiner Jazz-Vorfahren zu hören.